# Partito Șor
Il partito ȘOR (in rumeno Partidul „ȘOR”) è stato un partito politico populista conservatore della Moldavia. Conosciuto dalla sua fondazione nel 1998 fino all'ottobre 2016 come Movimento socio-politico "Uguaglianza" (in rumeno Mișcarea social-politică „Ravnopravie”), il partito ha avuto posizioni euroscettiche e filorusse.
Il 19 giugno 2023, il partito Șor è stato dichiarato incostituzionale dalla Corte costituzionale della Moldavia e da allora è stato bandito.

## Storia
Il partito è stato fondato nel 1998 con il nome originale di Movimento Socio-Politico "Uguaglianza" da Valery Klimenko, e ha partecipato attivamente ad azioni politiche ed elezioni in tutto il paese. Nel 2015 il partito ha sostenuto la candidatura di Ilan Sor a sindaco di Orhey, anche se all'epoca era agli arresti domiciliari con l'accusa di appropriazione indebita di denaro da tre banche statali moldave. Il successo di Ilan Sor alle elezioni del sindaco divenne una pietra miliare nella vita  del partito. Nel giugno 2016, Ilan Sor è succeduto a Klimenko come leader, e sotto la sua guida è stato rinominato Partito  Șor.

## Indagini sul partito
L'8 novembre 2022, il governo moldavo ha chiesto alla corte costituzionale di avviare un procedimento per la messa al bando del partito in Moldavia, in quanto avrebbe promosso gli interessi di uno stato straniero (la Russia) e danneggiato l'indipendenza e la sovranità del paese.
Il 13 aprile 2023, la corte d'appello ha raddoppiato la pena del presidente del partito Ilan Shor in un caso collegato al furto di 1 miliardo di dollari in beni bancari, nonché ai reati di riciclaggio di denaro, violazione della fiducia e frode, a 15 anni di carcere in contumacia e ne ha congelato i beni. Shor viveva in Israele al momento della sentenza della corte, dopo essere fuggito dalla Moldavia nel 2019. Il 27 aprile 2023 una sessione plenaria del parlamento ha votato per revocare il mandato parlamentare di Shor. Shor fece ricorso contro la decisione alla Corte costituzionale ma perse l'appello il 5 maggio 2023.
Il 1º maggio 2023, la vicepresidente del partito, Marina Tauber, è stata arrestata all'aeroporto internazionale di Chișinău mentre cercava di lasciare il paese per Israele passando per la Turchia. È stata arrestata dalla Procura anti-corruzione con l'accusa di aver finanziato illegalmente il partito.
Nel maggio 2023 è stata avviata un'indagine su un sospetto caso di corruzione elettorale da parte del partito Șor durante le elezioni territoriali della Gagauzia del 2023.

## Controversie
Il 19 giugno 2023, il partito Șor è stato dichiarato incostituzionale dalla Corte costituzionale della Moldavia. Șor ha dichiarato che il partito continuerà la sua attività e che si candiderà alle prossime elezioni. Maria Zakharova, portavoce del ministero degli esteri russo, ha affermato che la decisione di dichiarare incostituzionale il partito Sor contravviene ai principi democratici. Il presidente della corte Nicolae Roșca ha citato "un articolo della costituzione che afferma che i partiti devono sostenere attraverso le loro attività il pluralismo politico, lo stato di diritto e l'integrità territoriale della Moldavia". Gli attuali sei parlamentari in carica possono proseguire il mandato come indipendenti.
Il 31 luglio, il parlamento moldavo ha votato a favore del divieto per i leader del partito sciolto Șor – tra cui Ilan Shor – di candidarsi alle elezioni per un periodo di cinque anni. Nell'ottobre 2015 la Corte costituzionale della Moldavia ha stabilito che l'articolo 16 del programma elettorale è incostituzionale e che gli ex membri del partito Șor possono candidarsi alle elezioni.
Nell’agosto del 2023 è stato fondato un partito clone, chiamato “ȘANSĂ” (o Partito dell'Opportunità), guidato dal giornalista Alexei Lungu. “ȘANSĂ” è stato cancellato come partito politico due giorni prima delle elezioni locali di novembre a causa delle accuse di utilizzo di fondi illegali dalla Russia.
Nel marzo 2024, la Corte costituzionale ha dichiarato che, sebbene il partito sia ritenuto incostituzionale, non può essere impedito alle persone ad esso legate di candidarsi a una carica pubblica. Maia Sandu ha detto che avrebbe "rispettato la sentenza, ma avrebbe continuato a cercare di bandire i suoi leader".

## Sanzioni
Il 26 ottobre 2022, il partito Șor è stato sanzionato dal Dipartimento del Tesoro degli Stati Uniti per via del suo legame con Ilan Șor, anch'egli sanzionato. Successivamente anche Regno Unito e l'Unione europea lo hanno sanzionato.

## Ideologia
Il partito veniva descritto come statalista e conservatore. Il suo programma del 2019 introduceva i seguenti punti:
- Assistenza sanitaria universale gratuita.
- Istruzione gratuita, inclusa l'istruzione superiore.
- Aumentare l'entità e la portata dei sussidi di invalidità, delle prestazioni di maternità e delle pensioni di vecchiaia.
- La creazione di fattorie collettive modernizzate che collaborino con il settore privato.
- Intervento attivo dello Stato nei settori delle infrastrutture, dei trasporti, dell'energia, delle comunicazioni, dell'edilizia abitativa, dei prodotti farmaceutici, ecc.
- La nazionalizzazione delle compagnie energetiche di proprietà straniera.
- Un impegno per "legge e ordine", che comprende sia il ripristino della pena di morte per i criminali particolarmente pericolosi, sia la risoluzione dei problemi socioeconomici di fondo che possono causare la criminalità.
- Impegno per l'indipendenza della Moldavia e la neutralità militare della nazione.

Nei paragrafi iniziali del programma elettorale del partito del 2008 si affermava che la qualità della vita media delle persone era considerata superiore sotto l'Unione Sovietica rispetto ai tempi moderni. Ha inoltre affermato che considerava i presunti problemi socio-economici della Moldavia come correlati al rapporto negativo della Moldavia con la Federazione Russa. A partire dal 2021, il partito ha sostenuto lo spostamento della capitale a Orhei. Proponeva di migliorare la situazione socioeconomica dei moldavi ripristinando le politiche economiche sovietiche, come “misure per ripristinare l’agricoltura attraverso la ricostituzione delle aziende agricole statali” e “la nazionalizzazione dell’industria”.

## Risultati elettorali

### Parlamentari
| Elezione      | Leader             | Voti               | %                  |      |        |       |
| ------------- | ------------------ | ------------------ | ------------------ | ---- | ------ | ----- |
| 2001          | Valerii Klimenko   | 7.023              | 0,44%              |      |        |       |
| 2005          | Valerii Klimenko   | 44.129             | 2,83%              |      |        |       |
| 2009 (Aprile) | Valerii Klimenko   | non ha partecipato | non ha partecipato |      |        |       |
| 2009 (Luglio) | Valerii Klimenko   | non ha partecipato | non ha partecipato |      |        |       |
| 2010          | Valerii Klimenko   | 1.781              | 0,10%              |      |        |       |
| 2014          | non ha partecipato | non ha partecipato | non ha partecipato |      |        |       |
| 2019          | Ilan Shor          | 117.779            | 8,32%              |      |        |       |
| 2019          | Ilan Shor          | 117.779            | 8,32%              | 2021 | 84.185 | 5,75% |

### Presidenziali
| Elezione | Candidato      | Primo turno | Primo turno | Secondo turno   | Secondo turno   | Risultato    |
| Elezione | Candidato      | Voti        | %           | Voti            | %               | Risultato    |
| -------- | -------------- | ----------- | ----------- | --------------- | --------------- | ------------ |
| 2020     | Violeta Ivanov | 87.542      | 6,49        | non qualificato | non qualificato | Non eletta/o |